# إيريتشوا
بلدية إيريتشوا (بالإسبانية: Irixoa)‏، هي إحدى بلديات مقاطعة لا كرونيا إحدى مقاطعات إسبانيا، و التي تقع في منطقة جليقية شمال غرب إسبانيا.
يبلغ عدد سكانها 1.673 نسمة وفقاً لإحصائية سنة (2002).